# Paul Fannin
Paul Jones Fannin (ur. 29 stycznia 1907 w Ashland w stanie Kentucky, zm. 13 stycznia 2002 w Phoenix) – amerykański polityk, działacz Partii Republikańskiej, przedsiębiorca, ojciec polityka Boba Fannina.
Od 1959 do 1965 pełnił funkcję gubernatora Arizony. W latach 1965–1977 był senatorem 1. klasy z Arizony.
Był dwukrotnie żonaty. Miał czworo dzieci.